# Mateus Fernandes (football)
Pour les articles homonymes, voir Mateus Fernandes et Fernandes.
Ne doit pas être confondu avec Matheus Fernandes.
Mateus Fernandes, né le 10 juillet 2004 à Olhão, est un footballeur portugais qui évolue au poste de milieu offensif au Southampton FC.

## Biographie

### Carrière en club
Né à Olhão, Fernandes commence son parcours footballistique avec le SC Olhanense dans sa ville natale, avant de rejoindre le centre de formation du Sporting Portugal à Alcochete en 2016,,,,. Il signe son premier contrat professionnel avec le club de Lisbonne en octobre 2020.
Après une saison 2021-22 où il découvre l'équipe reserve, Fernandes s'approche de l'équipe de Primeira Liga à l'aube da la saison 2022-23, notamment à la suite du départ de Matheus Nunes,,. Mais c'est d'abord en UEFA Youth League qu'il s'illustre : il est buteur lors d'une victoire 2-0 contre Tottenham Hotspur, puis lors d'une humiliation de l'Olympique de Marseille, permettant aux siens de s'imposer 6-0 dans la cité phocéenne avec un but et deux passes décisives,,.
Alors qu'il vient de signer un nouveau contrat avec le club — allant jusqu'à 2027 et avec une clause libératoire de 60 millions d'euros —, Mateus Fernandes fait ses débuts avec l'équipe première du Sporting le 22 octobre 2022 entrant en jeu à la place de Manuel Ugarte lors d'une victoire 3-1 en Primeira Liga contre Casa Pia,.
Il joue son premier match en Ligue des champions le 26 octobre 2022, remplaçant Hidemasa Morita à la 61e minute du match de poule du Sporting CP contre les Tottenham Hotspurs, qui se termine sur un score de parité 1-1,.

### Carrière en sélection
Fernandes est international portugais en équipe de jeune, ayant joué avec les moins de 18 puis moins de 19 ans du Portugal.

## Style de jeu
Ayant commencé à jouer au football en tant que gardien de but, Fernandes est reconverti comme buteur par ses formateurs, du fait de sa taille modeste, poste où il brillera surtout par ses passes décisives, le poussant finalement à s'épanouir au milieu,.